# Oyace
Oyace ist eine kleine italienische Gemeinde in der autonomen Region Aostatal.
Oyace hat 202 Einwohner (Stand 31. Dezember 2023) und liegt in einer Höhe von 1177 m ü. M. im Bionaz-Tal. Dies ist ein Seitental des Valpelline-Tals. Durch Oyace fließt der Buthier de Valpelline.
Oyace besteht aus den Ortsteilen (frz. hameaux) Bérrioz, Chez les Brédy, Gallian, La Crétaz (chef-lieu), Sergnau, Condemine, Closé, Bouyoz, Chez les Chenaux, Grenier, Vernosse, Voisinal, Pied-de-Ville, La Risaz, Lier, Fiou, Raford, Pézon, Veyne, Treysau, Chanté des Combes, Prélé und Chalambé.
Die Nachbargemeinden sind Bionaz, Nus, Ollomont, Quart und Valpelline.
Während der Zeit des Faschismus trug das Dorf den italianisierten Namen Oiasse.